# Миус
Миу́с — река, протекающая по территории Украины (Луганская и Донецкая области) и России (Куйбышевский, Матвеево-Курганский и Неклиновский районы Ростовской области) и впадающая в Миусский лиман Таганрогского залива (Азовское море).

## География
По реке Миусу на участке между посёлками Миус и Княгиневка в Луганской области проходит административная граница между Луганской и Донецкой областями.

## Гидроним
Миус — топоним, распространённый через Поволжье (Миусс) до Урала (Миасс) и имеющий иранскую этимологию (ср. тадж. Мис — медь), что соответствует историческому расселению ираноязычных народов (скифы, сарматы) в этом регионе. В пользу этой гипотезы говорит факт широкого распространения медных рудников в Донбассе в эпоху Бронзового века. По другой версии, в основе гидронима лежит тюркское слово «миус», в различных звуковых вариантах представленное во многих тюркских языках. Значение его — «рог», «угол». Углами в древности у разных народов назывались места слияния двух рек. У нашего, приазовского Миуса это, возможно, район впадения в него реки Крынки. По третьей версии, слово «миюш» у тюркских народов буквально означало — «топь», «грязь», что, очевидно, характеризовало топкую, заросшую камышом пойму реки. Последнюю версию подтверждают дипломатические документы московских великих князей XV века, где река называется именно Миюш.

## Характеристика
Длина Миуса составляет 258 км, площадь водосборного бассейна — 6680 км². Река берёт начало на склонах Донецкого кряжа. Долина Миуса в верховьях имеет V-образную форму, ширина которой варьируется от 0,2 до 1,2 км; ниже по течению, в пределах степной зоны она расширяется до 5−6 км. Заводи в верховьях на отдельных участках отсутствуют, в среднем и нижнем течении реки их ширина составляет до 800 м; берега покрыты луговой растительностью и кустарником. Русло извилисто и имеет ширину 15−25 (в низовьях — до 45 м). Глубина реки на плёсах до 6 м, на перекатах уменьшается до 0,5 м.
Основные притоки: Глухая, Ольховчик, Крынка (правые), Миусик, Крепенькая, Нагольная (левые).
Питание преимущественно снежное и дождевое. Замерзает в декабре, вскрывается в марте. Характерны весенние наводнения.
В бассейне Миуса существует несколько небольших водохранилищ, используемых для водоснабжения промышленности, гидроэнергетики и мелиорации. На берегах реки и водохранилищ располагаются рекреационные объекты. В устье реки в конце XVII века была построена Семёновская крепость.

## Миус-фронт
Во время Великой Отечественной войны (1941—1945) немецкими войсками на реке Миус был создан сильно укреплённый оборонительный рубеж (т. н. «Миус-фронт»), который они удерживали с декабря 1941 года по июль 1942 и с февраля по август 1943 года. В августе 1943 рубеж был оставлен в результате общего отступления вермахта на рубеж Днепра (См. Линия Пантера — Вотан). Миус-фронт существенно задержал продвижение Красной Армии на южном направлении: если Ростов-на-Дону был освобождён в феврале 1943, то Таганрог — лишь 30 августа 1943 года.